# Ryan Grant
Ryan Grant (født 9. december 1982 i Suffern, New York, USA) er en amerikansk footballspiller (running back), der pt. er free agent. Grant kom ind i NFL i 2005 og har her spillet for både New York Giants, Washington Redskins og Green Bay Packers.

## Klubber
- New York Giants (2005−2006)
- Green Bay Packers (2007−2011)
- Washington Redskins (2012)
- Green Bay Packers (2012)